# Сидорский, Сергей Сергеевич
Серге́й Серге́евич Сидо́рский (бел. Сярге́й Сярге́евіч Сідо́рскі; род. 13 марта 1954, Гомель) — белорусский государственный деятель, с 26 декабря 2003 по 28 декабря 2010 — Премьер-министр Беларуси. С июля 2003 и до утверждения парламентом в декабре был исполняющим обязанности премьер-министра страны; 8 апреля 2006, согласно Конституции, его правительство сложило полномочия в день инаугурации Президента; через 9 дней, 17 апреля его кандидатура была вновь утверждена Палатой представителей Национального собрания Республики Беларусь. Следующий раз его правительство подало в отставку 27 декабря 2010 года после очередных президентских выборов, ещё до проведения новой инаугурации.

## Биография
В 1976 году закончил электротехнический факультет Белорусского института инженеров железнодорожного транспорта. Доктор технических наук. Специалист в области вакуумно-плазменных технологий. Заслуженный работник промышленности Республики Беларусь (1997). Автор более 40 научных трудов и монографий. Академик Международной инженерной академии. Владеет немецким языком. Женат. Имеет двух дочерей.
Трудовой путь начал в качестве электрика, электромонтера.
- 1976—1992 гг. — мастер сборочного цеха, начальник лаборатории, начальник отдела, заместитель директора, а затем директор Гомельского завода радиотехнологического оснащения (РТО).
- 1992—1998 гг. — генеральный директор гомельского научно-производственного объединения «Ратон» (тот же РТО, объединённый с научным институтом).
- 1998—2001 гг. — заместитель председателя, первый заместитель председателя Гомельского облисполкома.
- 2001—2002 гг. — заместитель премьер-министра Республики Беларусь.
- 2002—2003 гг. — первый заместитель премьер-министра Республики Беларусь, исполняющий обязанности премьер-министра Республики Беларусь. Курировал в правительстве блок вопросов, касающихся развития промышленности, строительства, транспорта и энергетики.
- С декабря 2003 года по декабрь 2010 года — премьер-министр Республики Беларусь.

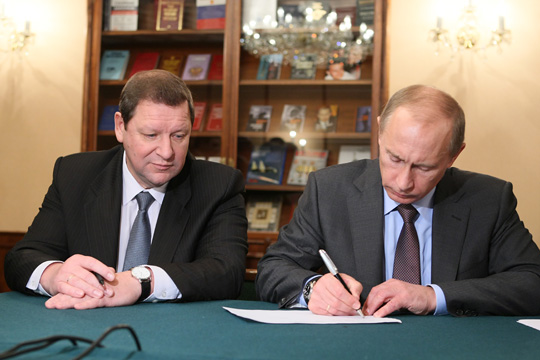
Сергей Сидорский и Владимир Путин. 2009 год

- 8 апреля 2006 года Совет министров во главе с Сидорским, согласно статье 106 Конституции, сложил полномочия перед вновь избранным президентом Республики Беларусь. 12 апреля 2006 года Александр Лукашенко внёс в Палату представителей Национального собрания предложение о назначении Сидорского премьер-министром, 17 апреля 2006 года его кандидатура была утверждена белорусским парламентом.
- 28 декабря 2010 года ушёл в отставку.
- 13 декабря 2011 года назначен членом коллегии (Министром) по промышленности и агропромышленному комплексу Евразийской экономической комиссии.
- 13 июля 2018 года Совет ЕЭК одобрил ротацию кадров и отставку Сидорского[1].

## Награды и звания
- Медаль «За вклад в создание Евразийского экономического союза» 1 степени (8 мая 2015 года, Высший совет Евразийского экономического союза)[2].
- Знак отличия «За заслуги перед Москвой» (30 октября 2006 года) — за заслуги в укреплении дружественных отношений и большой личный вклад в развитие экономического сотрудничества Республики Беларусь и города Москвы[3].
- Знак отличия «За заслуги перед Московской областью» (22 сентября 2006 года)[4].
- Почетная грамота Евразийской экономической комиссии (13 марта 2014 года) — за большой личный вклад в решение задач по развитию Таможенного союза и Единого экономического пространства[5].
- Почётная грамота Национального собрания Республики Беларусь (7 марта 2014 года — за великий вклад в формирование и реализацию социальной и экономической политики Республики Беларусь, заслуги в укреплении международных и межпарламентских связей[6].
- Почетная грамота Евразийского экономического сообщества — за большой вклад в становление и развитие Евразийского экономического сообщества и эффективное сотрудничество между государствами-членами ЕВРАЗЭС (ноябрь 2010 года)[7].
- Почётная грамота Гомельского горисполкома — за многолетнюю плодотворную работу, высокий профессионализм и большой вклад в социально-экономическое развитие города Гомеля.
- Памятная медаль «60 лет Калининградской области» (29 июня 2006 года)[8].
- Медаль Союза машиностроителей России «За доблестный труд» (30 августа 2013 года)[9].
- Медаль Союзного государства Беларуси и России «За сотрудничество» (29 декабря 2009 года)[10].
- Почётное звание «Ганаровы работнік Беларускай энергасістэмы» (10 марта 2014 года)[11].
- Звание «Почётный гражданин города Гомеля» (4 сентября 2012 года, Гомель)[12].
- Отличие «Именное огнестрельное оружие» (Украина, 2 апреля 2009 года) — за значительный личный вклад в развитие украинско-белорусских отношений[13].
- Звание Белорусской железной дороги «Почётный железнодорожник» (26 августа 2004 года)[14].
- Заслуженный работник промышленности Республики Беларусь (2 июля 1997) — за большой личный вклад в развитие радиотехнической промышленности, многолетний плодотворный труд в этой области[15].
- Имя занесено на городскую Доску почёта (Гомель).